# 巴納德環
巴納德環（Barnard's Loop, Sh 2-276）是位於獵戶座的一個發射星雲。它是包含了馬頭星雲和明亮的猎户座大星云的獵戶座分子雲複合體的一部分。巴納德環是一個巨大的弧型結構，並且中心點大致位於猎户座大星云。獵戶座大星雲中的恆星可能與氣體被電離形成巴納德環的機制相關聯。

## 概要
從地球看，巴納德環延伸超過600角分，幾乎覆蓋了整個獵戶座。但其亮度極低，無法以肉眼看見，必須透過長時間曝光攝影方能清楚地看到這個星雲。1895年，美国天文学家愛德華·愛默生·巴納德從经过長時間曝光的底片上發現了這個星雲。
目前的研究認為巴納德環距離地球為159秒差距（518光年）或440 秒差距（1434光年），這取決於其直徑為100或300光年而定。巴納德環被認為可能源於約200萬年前的一次超新星爆炸。該次超新星也可能產生了數顆速逃星，包含御夫座AE、天鸽座μ、白羊座53。一般認為前述恆星和巴納德環的前身恆星曾經是多合星系統的一部分，其中一顆恆星爆炸成為超新星。
雖然較早期的天文學家確實觀測到巴納德環這個亮度不高的星雲，但它的名稱來自於天文攝影的先驅愛德華·愛默生·巴納德，他在1894年拍攝了這個星雲並發表了文章描述它。

## 圖片集

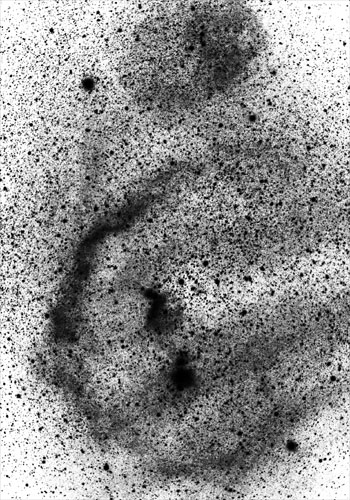
本條目資訊框影像的紅色波段被取代為黑白後的呈現。
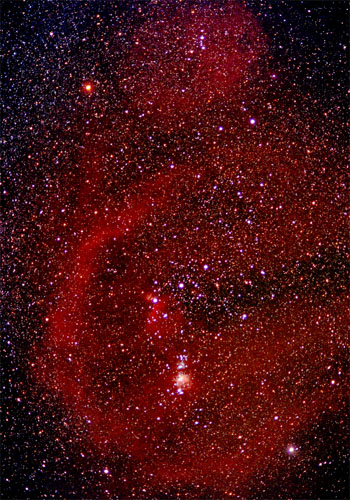
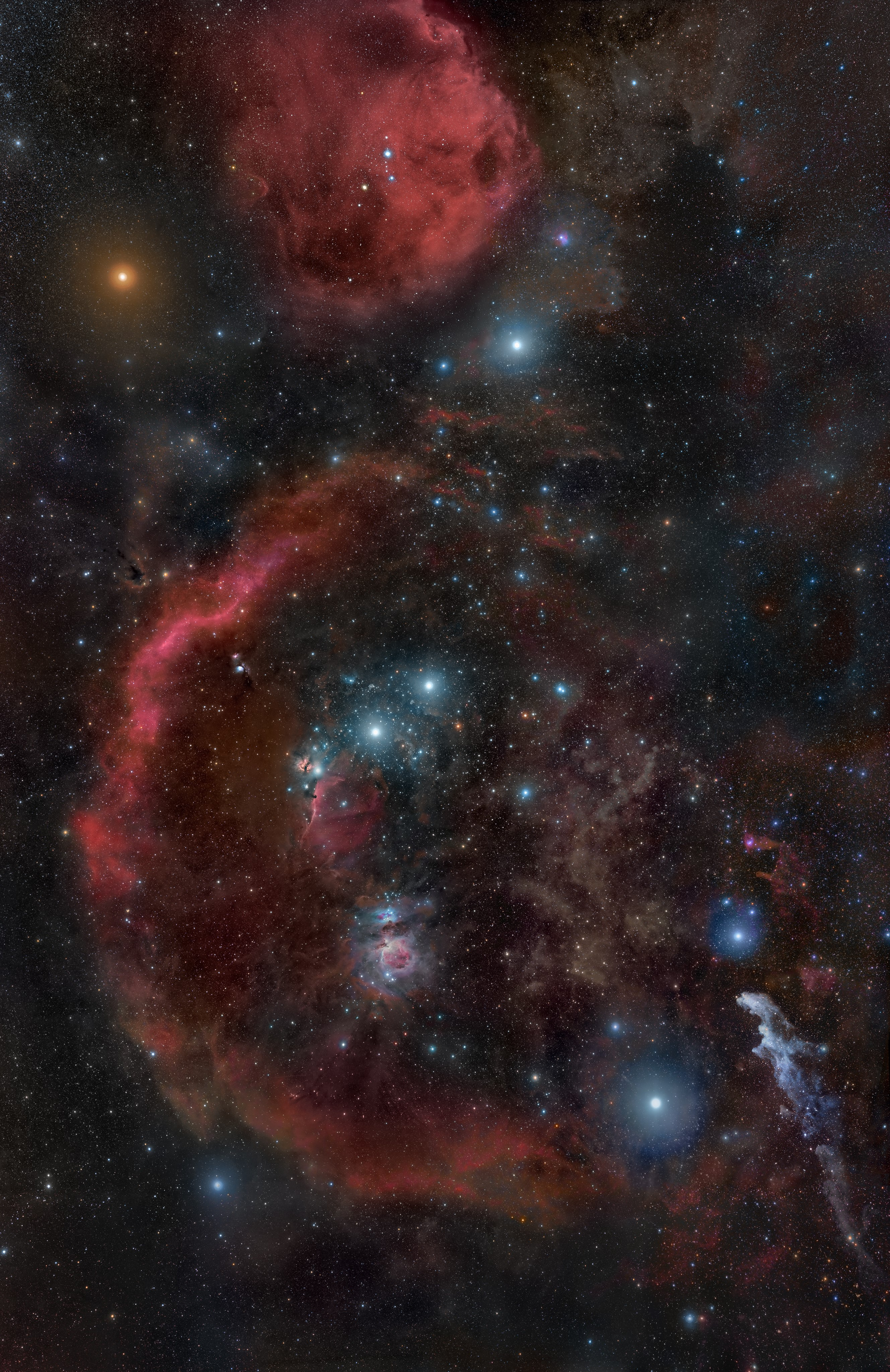
巴納德環與獵戶座主要恆星以及獵戶座大星雲。

## 外部連結
- Photograph identifying several nebulae in Orion （页面存档备份，存于）
- Encyclopaedia of Astrobiology, Astronomy, and Spaceflight entry （页面存档备份，存于）
- The Scale of the Universe （页面存档备份，存于） (Astronomy Picture of the Day 12 March 2012)